# Катенани

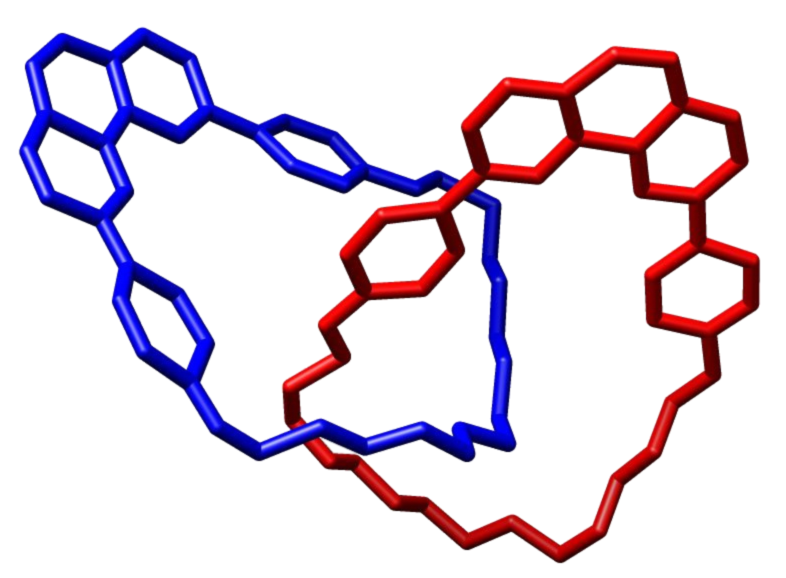
Приклад молекули катенану

Катена́ни (англ. catenane, [catena compounds]) — хімічні сполуки, молекули яких складаються з двох або більше циклів, зв'язаних між собою як ланцюг, тобто за допомогою топологічного зв'язку. Сюди відносять вуглеводні, їх функціональні похідні та гетероаналоги. 
Катенани утворюються, якщо цикли мають не менше, ніж 25 атомів. За хімічними властивостями нагадують цикли, що їх утворюють.
Синонім — катенові сполуки.